# Mese
Mese là một đô thị ở tỉnh Sondrio trong vùng Lombardia của Italia, có vị trí khoảng 90 km về phía bắc của Milano và khoảng 40 km về phía tây bắc của Sondrio. Tại thời điểm ngày 31 tháng 12 năm 2004, đô thị này có dân số 1.652 người và diện tích là 4,2 km².
Mese giáp các đô thị: Chiavenna, Gordona, Menarola, Prata Camportaccio, San Giacomo Filippo.